# Modane
Modane település Franciaországban, Savoie megyében. Lakosainak száma 2879 fő (2022. január 1.). Modane Névache, Bardonecchia, Les Allues, Avrieux, Fourneaux, Freney, Orelle, Pralognan-la-Vanoise, Saint-André, Les Belleville és Villarodin-Bourget községekkel határos.

## Népesség
A település népességének változása:
| Lakosok száma | 3882 | 3180 | 3258 | 3097 | 3077 | 3075 | 3010 | 2944 | 2879 |
|               | 2006 | 2015 | 2016 | 2017 | 2018 | 2019 | 2020 | 2021 | 2022 |